# Quercus emoryi
Quercus emoryi, la encina Emory es una especie arbórea perteneciente a la familia de las fagáceas. Está clasificada en la sección Lobatae; del roble rojo de América del Norte, Centroamérica y el norte de América del Sur que tienen los estilos largos, las bellotas maduran en 18 meses y tienen un sabor muy amargo.  Las hojas suelen tener lóbulos con las puntas afiladas, con  cerdas o con púas en el lóbulo.

## Distribución y hábitat
Es una especie común en Arizona, Nuevo México y el oeste de Texas (Parque nacional Big Bend), Estados Unidos, y el norte de México hacia el sur hasta Durango y San Luis Potosí. Crece de manera típica en colinas áridas a altitudes moderadas. 

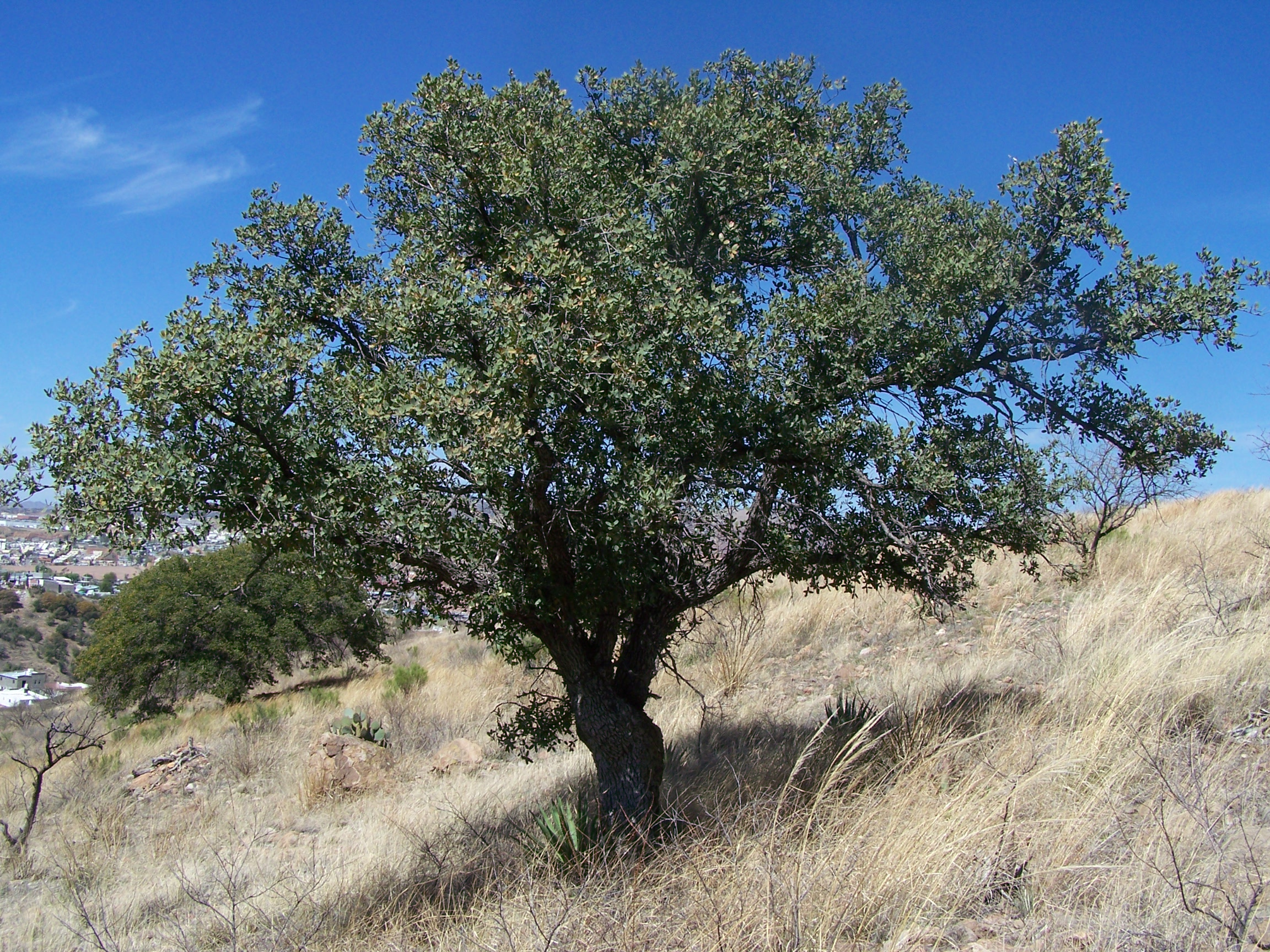
Vista del árbol

## Descripción
Se trata de una encina del grupo de los robles rojos, que conserva sus hojas durante el invierno hasta que se producen las hojas nuevas en primavera, y es un gran arbusto o un pequeño árbol de 5 a 17 m de altura. Las hojas tienen 3-6 cm de largo, enteras o dentadas, onduladas, gruesas, de color verde oscuro por encima, más pálido por debajo. Las bellotas son 1,5-2 cm de largo, de color negro marronáceo, y madura 6-8 meses tras la polinización; el núcleo es dulce, y es un alimento importante para muchos mamíferos y aves.

## Taxonomía
Quercus emoryi fue descrita por  John Torrey    y publicado en Notes of a Military Reconnoissance 151, pl. 9. 1848.
Etimología
Quercus: nombre genérico del latín que designaba igualmente al roble y a la encina.
emoryi: epíteto otorgado en honor  del inspector del Ejército de Estados Unidos, el teniente William Hemsley Emory, que estudió el área del oeste de Texas, donde fue descubierta la encina en 1846.
Sinonimia
- Quercus balsequillana Trel.
- Quercus duraznillo Trel.
- Quercus duraznillo f. bullata Trel.
- Quercus duraznillo f. cochutensis Trel.
- Quercus duraznillo f. pinetorum Trel.
- Quercus hastata Liebm.[2][3]